# Willem Boutkan
Willem Boutkan ('s-Gravenhage, 14 mei 1955) is een Nederlands politicus, eerst voor de Volkspartij voor Vrijheid en Democratie (VVD), en sinds 2010 voor de Partij voor de Vrijheid (PVV).
Boutkan volgde aan de LTS in Scheveningen de opleiding metaalbewerking (1973-1977). Hij was daarna agent van gemeentepolitie in Leidschendam (1977-1981), wachtmeester van de Rijkspolitie te water (1981-1991), handhaver milieu bij de provincie Flevoland (1991-1999), onderzoeker bij de Raad voor de Transportveiligheid (1999-2005) en onderzoeker bij de Onderzoeksraad voor Veiligheid (2005-2015).
Boutkan was van 1998 tot 2006 lid van de gemeenteraad van Almere namens de VVD. Na zijn overgang naar de PVV werd hij voor deze partij gekozen tot lid van Provinciale Staten van Flevoland (2011-heden) en van de gemeenteraad van Almere (2014-heden).
Bij de Tweede Kamerverkiezingen van 22 november 2023 werd Boutkan gekozen tot lid van de Tweede Kamer. Zijn installatie vond plaats op 6 december 2023.
Door zijn nevenactiviteiten is hij de grootverdiener van het parlement geworden.
Max Aardema · Reinder Blaauw · Maikel Boon · Vincent van den Born · Martin Bosma · Willem Boutkan · René Claassen · Patrick Crijns · Marco Deen · Teun van Dijck · Emiel van Dijk · Eric Esser · Chris Faddegon · Dion Graus · Peter van Haasen · Hidde Heutink · Patrick van der Hoeff · Léon de Jong · Alexander Kops · Gidi Markuszower · Rachel van Meetelen · Jeremy Mooiman · Edgar Mulder · Jeanet Nijhof-Leeuw · Joeri Pool · Dennis Ram · Robert Rep · Raymond de Roon · Peter Smitskam · Folkert Thiadens · Nico Uppelschoten · Jan Valize · Martine van der Velde · Elmar Vlottes · Marina Vondeling · Henk de Vree · Geert Wilders